# Zisterzienserinnenabtei Santa Ana (Málaga)

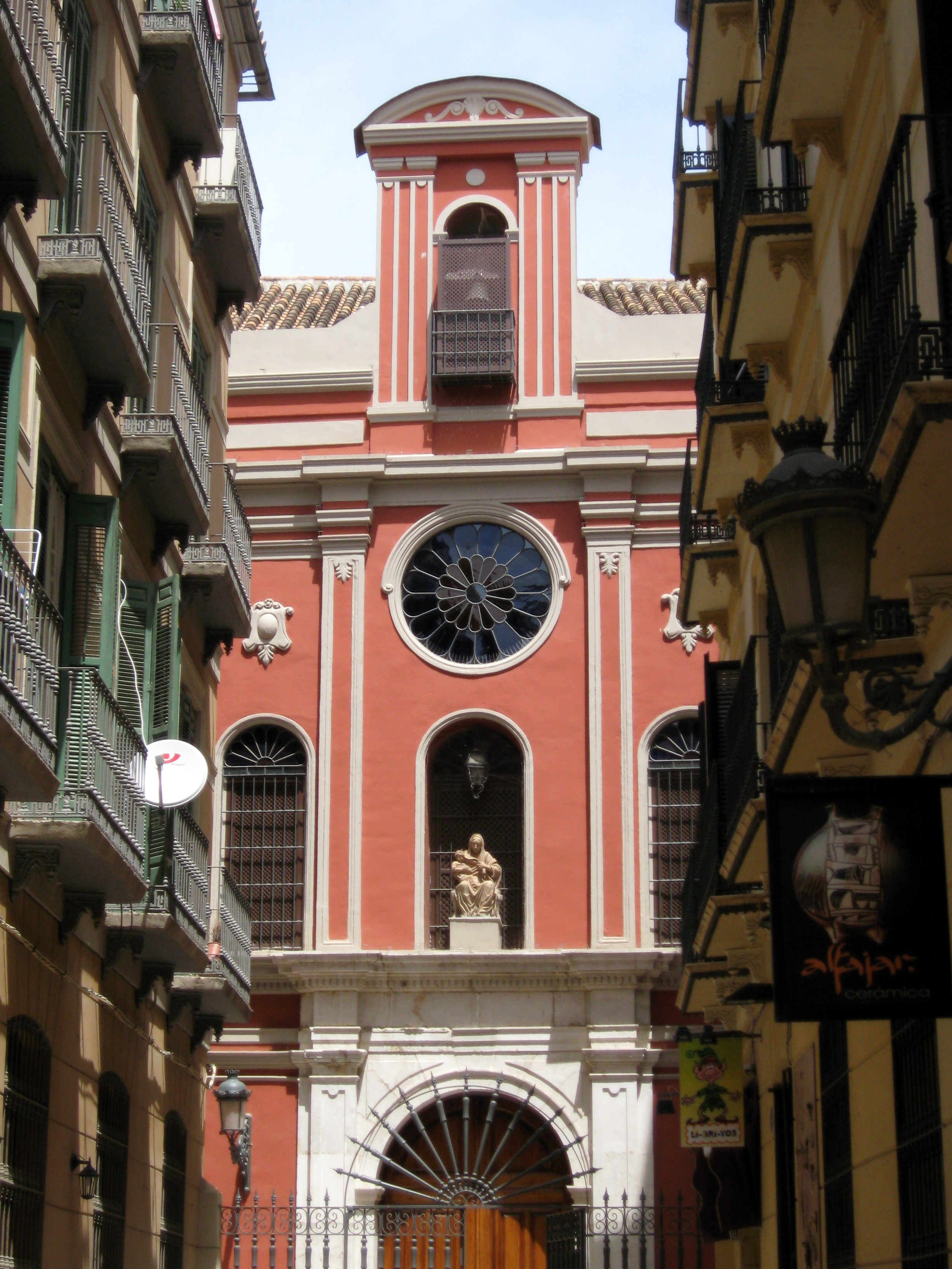
Zisterzienserinnenabtei Santa Ana

Die Zisterzienserinnenabtei Santa Ana war von 1604 bis 2009 ein Kloster der Zisterzienserinnen in Málaga in Spanien.

## Geschichte
Das 1604 in der Calle Cinco Bolas der Stadt Málaga gegründete Zisterzienserinnenkloster Abadía de Santa Ana de Recoletas Bernardas del Císter, auch bekannt als Abadía del Císter, wechselte 1617 in die heutige Straße Calle Císter und wurde 1878 (nach der Desamortisation) neu erbaut. Nach der Restaurierung von 1990 nahm es 1996 die Gebeine des Bildhauers Pedro de Mena auf, desgleichen ein Museum für sakrale Kunst. 2009 wurde das Kloster aus Mangel an Berufungen geschlossen. Die verbleibenden vier Nonnen gingen in die Zisterzienserinnenabtei La Calzada. Seit 2014 ist die religiöse Vereinigung Hermandad del Sepulcro in den Gebäuden ansässig.